# Die Abenteuer des Kapitän Grant
Die Abenteuer des Kapitän Grant (Originaltitel: In Search of the Castaways) ist ein US-amerikanischer Abenteuerfilm von Regisseur Robert Stevenson aus dem Jahr 1962 mit Maurice Chevalier, Hayley Mills, George Sanders, Wilfrid Hyde-White und Michael Anderson Jr. in den Hauptrollen. Der Film wurde von der Walt Disney Company frei nach dem Roman Die Kinder des Kapitän Grant von Jules Verne produziert.

## Handlung
Die Jugendliche Mary Grant begibt sich mit ihrem jüngeren Bruder Robert und einem Freund der Familie, dem junggebliebenen französischen Wissenschaftler Professor Jacques Paganel, nach Glasgow. Dort überzeugen sie den spleenigen, aber charakterlich integren Reedereibesitzer Lord Glenarvan, nach ihrem schiffbrüchig gewordenen Vater Kapitän John Grant zu suchen.
Das gewagte Unternehmen an Bord der großen Yacht „Persevero“ entpuppt sich bald als abenteuerliche Reise um die halbe Welt. Die gemischte Expedition hält zuerst Kurs auf Südamerika, und Glenarvans luxuriöser Raddampfer setzt alle Segel, um die Küstenstadt Concepción in Chile bei der Suche nach dem fehlenden Kapitän Grant schnellstmöglich zu erreichen, nur um anschließend auch Neuseeland zu bereisen.
So erlebt die bunte Gemeinschaft viele verschiedene Abenteuer und Gefahren inklusive eines Erdbebens, einer Sturzflut, einer Lawine, eines Angriffs von einem riesigen Kondor, nebst diversen unheimlichen Begegnungen mit Alligatoren, Jaguaren, Meuterern und einem ausbrechenden Vulkan. Auf der Reise entspinnt sich zunehmend eine zarte Romanze zwischen Mary und John Glenarvan, bevor es nach einer schier endlosen Fahrt dank des Hinweises des verlorengegangenen Kapitäns zur See am Ende doch gelingt, den Verschollenen entlang des 37. Breitengrades wieder aufzuspüren.

## Kritiken
„Zwei Kinder und ein befreundeter Geografie-Professor fahnden auf der südlichen Erdhalbkugel nach ihrem verschollenen Vater. Phantasievolle Verfilmung eines Romans von Jules Verne, die bunte und abenteuerliche Familienunterhaltung in der Tradition des Disney-Studios liefert.“

„Abenteuerfilm nach einer Erzählung von Jules Verne mit utopischem Inhalt. Für Kinder und Jugendliche zwischen 8 und 16 Jahren eine saubere und zeitweilig spannende Unterhaltung.“

## Produktionsnotizen
Der Tonschnitt stammt von Gordon K. McCallum und Peter Thornton, die Kostüme lieferte Margaret Furse, die Bauten schuf Michael Stringer. Harry Frampton sowie Barbara Ritchie zeichneten für Masken und Frisuren verantwortlich. Die Spezialeffekte kamen von Sydney Pearson. Muir Mathieson hatte als Dirigent die musikalische Leitung. Drehort des Films waren die Pinewood Studios, Iver Heath, Buckinghamshire in England.

## Uraufführungen
- Großbritannien: 14. November 1962
- USA: 19. Dezember 1962
- Deutschland: 28. April 1965[3]

## Veröffentlichung DVD
- Format: HiFi Sound, PAL
- Sprache: Deutsch (Dolby Digital 2.0 Stereo), Englisch (Dolby Digital 2.0 Stereo)
- Region: Region 2
- Bildseitenformat: 4:3 – 1.33:1
- Anzahl Discs: 1
- FSK: Freigegeben ab 6 Jahren
- Studio: Walt Disney – DVD
- Erscheinungstermin: 21. Juni 2012
- Produktionsjahr: 1962
- Erstaufführung: 14. November 1962 (England)
- Erstaufführung: 28. April 1965 (Deutschland)
- Spieldauer: 94 Minuten